# Abel François Nicolas Caroillon de Vandeul
Pour les autres membres de la famille, voir Famille Caroillon.
Abel François Nicolas Caroillon de Vandeul (1746-1813), écuyer, est un industriel langrois. 

## Biographie
Intéressé dans les affaires du roi, il était le gérant des forges du comte d'Artois, trésorier de France, premier commis des Finances (1785) et directeur des Domaines du Roi.
Il épouse Marie-Angélique Diderot, fille de Denis Diderot, le 9 septembre 1772. En 1784, le couple habite rue de Bourbon au faubourg Saint-Germain. Deux enfants sont issus de ce mariage :
- Marie Anne, décédée en bas âge, vers le début d'avril 1784[3]
- Denis-Simon Caroillon de Vandeul (1775-1850), pair de France

## Acquisitions
- l’abbaye d'Auberive, devenue bien national après la Révolution, pour l’habiter et y installer une filature de coton[4]
- Après 1798, la manufacture de glaces de Rouelles, ancienne propriété d'Antoine Allut. Il la transforme en fabrique de bouteilles et de verre à vitres. Cette entreprise perdurera jusqu'en 1840[5].
- Ferme du fourneau et la forge Jacquot, à Orquevaux, chemin du Cul du Cerf - qui avaient appartenu au baron de Thiers. Caroillon exploite le fourneau jusqu’au milieu du XIXe siècle ou il cesse définitivement son activité[6].